# Leonid Witaljewitsch Mironow
Leonid Witaljewitsch Mironow (russisch Леонид Витальевич Миронов; * 14. September 1998 in Schukowski) ist ein russischer Fußballspieler.

## Karriere
Mironow begann seine Karriere bei Spartak Moskau. Zur Saison 2017/18 rückte er in den Kader der zweiten Mannschaft von Spartak. Sein Debüt für diese in der zweitklassigen Perwenstwo FNL gab er im März 2018, als er am 29. Spieltag jener Saison gegen Lutsch-Energija Wladiwostok in der 87. Minute für Nikolai Tjunin eingewechselt wurde. Im April 2018 stand er gegen Anschi Machatschkala auch erstmals im Kader der ersten Mannschaft von Spartak. In der Saison 2017/18 kam er allerdings nur zu einem Einsatz für die zweite Mannschaft.
In der Saison 2018/19 absolvierte er neun Zweitligaspiele, 2019/20 15. Im Oktober 2020 debütierte er im Pokal gegen FK Jenissei Krasnojarsk für die erste Mannschaft des Hauptstadtklubs.